# Myrna Gopnik
Myrna Gopnik é uma linguista canadense conhecida principalmente por suas pesquisas envolvendo a "família KE", que levaram à descoberta do gene FOXP2, comumente conhecido como "o gene da linguagem". É professora emérita da Universidade McGill e mãe da psicóloga Alison Gopnik e do crítico de arte Blake Gopnik.